# Erika J. Othen
Erika J. Othen (Long Island, 24 gennaio 1986) è una cantante, modella e attrice statunitense.
Nata e cresciuta a New York, è accreditata a volte con il suo nome vero, Erika J. Othen, ma anche con i nomi Erika J. o Erika Jay.
Nel 2006 ha fatto il suo debutto cinematografico con il ruolo di Sylvia nel film Natale a New York accanto a Fabio De Luigi, Francesco Mandelli e Paolo Ruffini.
È anche una modella, ed ha partecipato come concorrente nel reality ABC: True Beauty insieme ad altri nove concorrenti.
È anche una cantante, che ha iniziato entrando a far parte di numerosi cori spettacolo jazz.

## Filmografia parziale
- Natale a New York (2006)
- Knock Knock (2007)
- The Exes - Serie TV, 1 episodio (2012)
- Due uomini e mezzo (1 episodio, 2013)